# Marcus Annius Verus (Vater Mark Aurels)
Marcus Annius Verus (gestorben um 124) war ein römischer Senator und Vater des römischen Kaisers Mark Aurel.
Verus entstammte einer herausragenden senatorischen Familie. Sein gleichnamiger Vater, der in Ucubi in der Baetica geborene Marcus Annius Verus, wurde während der Regierungszeit Vespasians unter die Patrizier aufgenommen und im Laufe seiner außergewöhnlichen Karriere dreimal Konsul: Suffektkonsul im Jahr 97 und ordentlicher Konsul unter Hadrian 121 und 126, zudem wohl 121 Präfekt der Stadt Rom (praefectus urbi), als Stellvertreter des Kaisers. Die letzte Person, welche ohne familiäre Bindung an das Kaiserhaus dreimal den Konsulat erlangte, war Lucius Licinius Sura eine Generation zuvor gewesen.
Seine Mutter war Rupilia Faustina, zu deren Vorfahren die Scribonii Libones und die Calpurnii Pisones Frugi zählten. Seine Geschwister waren Annia Galeria Faustina, die besser unter dem Namen Faustina die Ältere bekannt ist und den späteren Kaiser Antoninus Pius heiratete, sowie Marcus Annius Libo, der Konsul des Jahres 128 war.
Verus selbst heiratete Domitia Lucilla, Alleinerbin des ungeheuren Vermögens ihres Adoptivvaters Gnaeus Domitius Tullus, das sich aus den Nachlässen des Gnaeus Domitius Afer und des Titus Curtilius Mancia und den Vermögen des Tullus sowie dessen Bruders Gnaeus Domitius Lucanus zusammensetzte. Ihre Kinder waren der 121 geborene Marcus Annius Catilius Severus, von 161 bis 180 als Mark Aurel römischer Kaiser war, und die wohl ein Jahr später geborene Annia Cornificia Faustina.
Verus starb während seines unbestimmten Amtsjahres als Prätor, das aber vor 128 oder 129 gelegen haben wird, als Mark Aurel unter die Salier aufgenommen wurde. Anthony R. Birley vertrat die Ansicht, dass er die Praetur nicht später als 124 oder 125 innegehabt haben kann. Nach seinem Tod wuchsen seine Kinder im Haushalt seines Vaters auf.